# Emile Le Gallo
Emile Le Gallo (fl. XX secolo) è stato un ciclista su strada francese.

## Carriera
Professionista dal 1932 al 1938, il suo risultato più significativo fu il secondo posto al Bretagne Classic Ouest-France del 1935.

## Palmarès

### Strada
- 1934

Grand Prix cycliste d'Espéraza
- Circuit du Limoges
- 1935

Grand Prix du Courrier Picard